# Pavel Percea
Pavel Percea (n. 10 mai 1870, jud. Caraș-Severin) a fost un deputat în Marea Adunare Națională de la Alba Iulia, organismul legislativ reprezentativ al „tuturor românilor din Transilvania, Banat și Țara Ungurească”, cel care a adoptat hotărârea privind Unirea Transilvaniei cu România, la 1 decembrie 1918.:p. 140-141

## Biografie
S-a născut la 10 mai 1870, în Caraș-Severin. A absolvit Școala superioară de desen din Budapesta, însă a profesat ca profesor în Brașov. Înainte de 1918 a elaborat manuale de geometrie pentru școlile românești. A participat la Primul Război Mondial între 1914-1917. După Marea Unire, s-a stabilit cu soția sa, Ana Percea, în Banat.:p. 140-141

## Activitatea politică

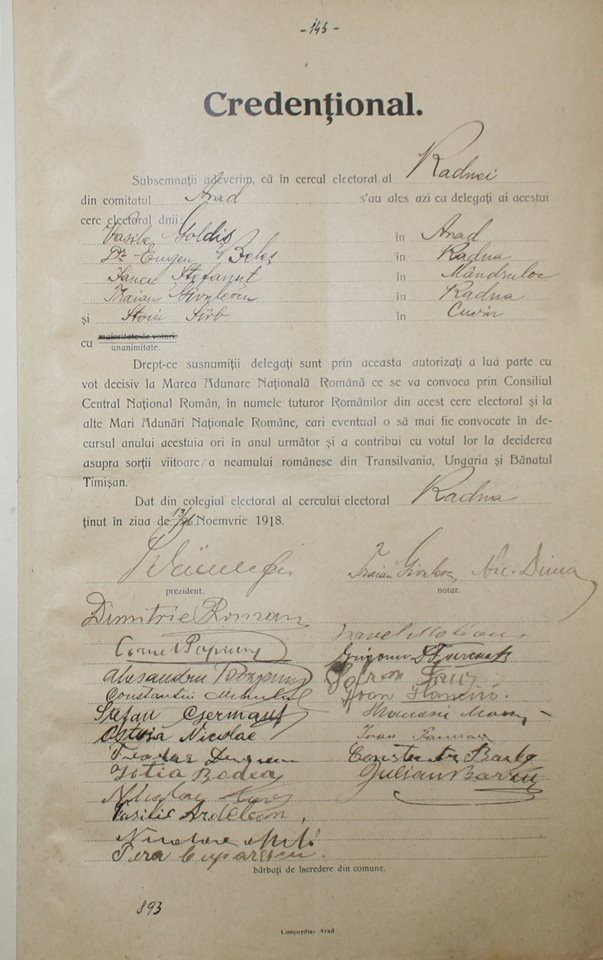
Credențional

A participat la Marea Adunare Națională de la Alba Iulia din 1 decembrie 1918 ca delegat al „Școlii reale greco-ortodoxe române” din Brașov.:p. 140